# Maia Kobabe
Maia Kobabe   (Estats Units d'Amèrica, 1989) és una persona no-binària estatunidenca que es dedica professionalment al còmic.

## Formació i obra
Kobabe, que en anglès fa anar pronoms Spivak (és a dir, e/em/eir), va obtenir un Màster de Belles Arts amb especialització en Còmic a la California College of the Arts.
La temàtica de la seva obra gira entorn de «la identitat, la sexualitat, l'antifeixisme, els contes de fades i l'enyor.» A banda, la de no-ficció ha estat publicada a The Nib, The Press Democrat i SF Weekly, entre d'altres.
El seu primer llibre d'extensió considerable és el còmic del 2019 Gender Queer: A Memoir. En aquesta, tracta el fet de formar part de l'espectre no-binari i també de l'asexual, a tall d'autobiografia.

## Recepció
D'un inici, Gender Queer: A Memoir es va distribuir a algunes biblioteques escolars del país; però al capdavall va ser el llibre més censurat de l'any 2021 als Estats Units. Concretament, el novembre del 2021, el districte escolar d'Anchorage a Alaska el va prohibir pel seu contingut sexual explícit, argument que també faria servir el governant de Texas, Greg Abbott, que va qualificar-lo de «pornografia». L'autoria de la novel·la gràfica va respondre a aquest episodi de controvèrsia amb un article d'opinió al jornal The Washington Post en què suggeria que els temes LGBTI de l'obra molestaven prou més que no pas el llenguatge i les imàtgens de caràcter sexual. Fins ara, per contra, el llibre ha estat traduït al castellà, al polonès, al txec i al francès.

## Antologies
Kobabe ha publicat còmics curts a les antologies següents:
- Alphabet (Stacked Deck Press, 2016)[18]
- Tabula Idem: A Queer Tarot Comic Anthology (Fortuna Media, 2017)[19]
- The Secret Loves of Geeks (Dark Horse Comics, 2018)[20]
- Gothic Tales of Haunted Love (Bedside Press, 2018)[21]
- Mine!: A Celebration of Liberty And Freedom For All Benefiting Planned Parenthood (ComicMix, 2018)[22]
- Faster Than Light, Y’all (Iron Circus Comics, 2018)
- Advanced Death Saves (Lost His Keys Man Comics, 2019)
- How to Wait: An Anthology of Transition (edició feta per Sage Persing, 2019)
- Theater of Terror: Revenge of the Queers (Northwest Press, 2019)[23]
- Rolled and Told Vol. 2 (Oni Press, 2020)[24]
- Be Gay, Do Comics (IDW Publishing, 2020)[25]

## Premis
- 2016: Nominació al Premi Ignatz de Nova Promesa per Tom O’Bedlam[26]
- 2019: Nominació al Premi Ignatz de Novel·la Gràfica Destacable per Gender Queer: A Memoir[27]
- 2019: Nominació al Premi de la Young Adult Library Services Association de Novel·les Gràfiques Adolescents per Gender Queer: A Memoir[28]
- 2020: Premi Alex de l'American Library Association per Gender Queer: A Memoir[29]
- 2020: Premi Stonewall Israel Fishman de No-Ficció per Gender Queer: A Memoir[30]